# Управління воєнної розвідки Ізраїлю
Управління воєнної розвідки Ізраїлю, Аман (івр. אמ"ן від івр. אגף המודיעין аґа́ф га-модіїн — Управління розвідкою) — спецслужба Ізраїлю, структурний підрозділ Генерального штабу Армії оборони Ізраїлю, яке здійснює функції центрального органу управління воєнною розвідкою в Армії оборони Ізраїлю.
Поряд із Загальною службою безпеки «Шабак» та Зовнішньо-політичною розвідкою «Моссад», що знаходяться у підпорядкуванні цивільних структур держави Ізраїль, «АМАН» є однією з трьох основних ізраїльських спецслужб.

## Історія
Аман сприяв виникненню — «Шай». Коли у 1948 р. «Шай» був скасований, а його персонал перейшов до спецслужби «Шабак», то у 1950 р. головна спецслужба Ізраїлю стала проводити реорганізацію, і в 1953 р. перейменувала спецслужбу на «Аман».
Результатом реорганізації стало зміцнення Департаменту розвідки

- «Шін Мем 10» (Відділ зовнішньої розвідки і Управління агентурної розвідки — мережа арабських агентів), розширення
- «Шін Мем 2» (перехоплення) і розвідувального відділу ВПС. Там також було відновлене «Підрозділ 131» (так званий «Єгипетський відділ»).

У 1974 р. закінчена була монополія «Амана» на оцінку розвідки (причиною була невдача до війни Судного дня) — оцінку й аналіз здійснювати почали паралельно з Моссадом.
Управління воєнної розвідки Ізраїлю (Аман) виокремилося в розвідці і не підлягає будь-якому підрозділу розвідки. На відміну від зарубіжних спецслужб розвідка «Аман» фокусує увагу тільки на отриманні інформації військового характеру, оцінюючи її, а потім визначає потенційну військову загрозу для Ізраїлю. Його аналіз потім передається у вигляді щорічних звітів для потреб уряду і воєначальників. Директор Аману має авторитет і статус зіставний із директором Моссаду і Шін-Бєту. В Амані працювало 7000 службовців на момент 1996 р.. Аман разом з Моссадом і Шін Бєтом складає три основні ізраїльські спецслужби.

## Завдання
Управління розвідки несе відповідальність за попередження загрози війни та інших ворожих і терористичних дій, складання національної розвідувальної оцінки щодо обстановки у військовій й політичній сферах та надання поточних розвідувальних відомостей, а також за упереджувальну (превентивну) розвідку в Армії оборони Ізраїлю.
Основними завданнями Управління розвідки є:

- Попередження загрози війни;
- попередження ворожих і терористичних дій (на основі принципів поділу повноважень служб розвідувального співтовариства).
- Надання армії, міністрові оборони, урядові Ізраїлю та іншим офіційним органам розвідувальних даних та розвідувальної оцінки обстановки для наступних цілей:
  - формування оборонної політики;
  - нарощування бойової потужності Армії оборони Ізраїлю;
  - планування операцій та заходів забезпечення безпеки;
  - оперативне застосування сил під час війни, військових операцій та вжиття заходів забезпечення безпеки.
- Планування збору розвідувальних даних, здійснюваного всіма підрозділами Армії оборони Ізраїлю, що діють у сфері збору інформації, і спрямування розвідувальних даних силам армії і службами розвідувального співтовариства, включаючи:
  - планування та проведення розвідки джерел електромагнітних сигналів;
  - планування та проведення візуальної розвідки (за винятком заходів, що вживаються в цій галузі військово-повітряними і військово-морськими силами, а також сухопутними військами для поточних потреб з'єднань дивізійного складу й підлеглим);
  - планування та проведення агентурної розвідки у країнах-об'єктах розвідки і у терористичних організаціях (на основі принципів поділу повноважень служб розвідувального співтовариства) й отримання відомостей за допомогою допиту військовополонених;
  - планування та проведення розвідки на основі відкритих джерел і отримання відомостей за допомогою вивчення трофейних озброєнь і документації;
  - планування та проведення спеціальних операцій зі збору розвідувальних даних;
  - планування та затвердження проведення аерофоторозвідки (за винятком аерофотознімання, застосовуваної військово-повітряними силами для власних цілей), обробка та аналіз отриманих зображень і визначення пріоритетів у поширенні отриманих відомостей (за винятком сфер відповідальності військово-повітряних сил і військово-морських сил).
- Обробка, аналіз й оцінка зібраної інформації, формування розвідувальної оцінки обстановки та розвідувальних зведень.
- Контроль і перевірка процесів роботи підрозділів Армії оборони Ізраїлю, що діють у царині розвідувального аналізу.
- Несення відповідальності за інформаційну безпеку в Армії оборони Ізраїлю та попереджувальні заходи безпеки.
- Формування політики здійснення заходів щодо введення противника в оману (дезінформація), підготовка та виконання планів подібних заходів.
- Планування, розробка та проведення заходів психологічної війни.
- Визначення інструкцій для діяльності військової цензури.
- Планування та проведення дій в області картографії, включаючи надання карт, картосхем і картографічних даних всім підрозділам Армії оборони Ізраїлю.
- Несення виняткової відповідальності за формування політики зовнішніх зносин Армії оборони Ізраїлю у галузі розвідки.
- Підготовка підрозділів управління до виконання завдань і функцій управління в рамках плану нарощування бойової потужності та бойової підготовки Армії оборони Ізраїлю.
- Професійна відповідальність за формування розвідувальної доктрини Армії оборони Ізраїлю.

## Структура
На чолі Управління розвідки є керівник Управління (івр. ראש אמ"ן, рош ама́н), офіцер у званні генерал-майора (алуф).
В структуру управління входять, крім іншого:

- Служба розвідки (івр. חיל המודיעין, Хейль га-Модіїн) — відповідальна за підготовку і управління персоналом підрозділів воєнної розвідки, а також за матеріально-технічне забезпечення й виконання інших організаційних завдань. На чолі служби є Головний офіцер розвідки (івр. קמנ"ר, камна́р), офіцер у званні бригадного генерала (тат-алуф), що знаходиться в підпорядкуванні керівника управління.
  - У підпорядкуванні Службі розвідки знаходяться, крім іншого, підготовчі установи, включаючи 15-ту навчальну базу — Школа розвідки (івр. בה"ד 15, ба́гад хаме́ш-есрє).
- Відділ розвідувального аналізу (івр. חטיבת המחקר, хатіва́т га-мехка́р) — відповідальний за аналіз розвідданих та подання розвідзведень командуванню армії та політичному ешелонові влади. У складі відділу діє також Контрольний департамент (івр. מחלקת הבקרה, махле́кет га-бакара́), у відповідальність якого входить критичний аналіз висновків і аналіз зведень відділу.

- Підрозділ 8200 (івр. יחידה 8200, йехіда́ шмоне́ мата́їм) — відповідальний за збір і розшифровку електронної розвідки.
- Підрозділ 9900 (івр. יחידה 9900) — відповідальний за збирання та розшифровку фотографічних даних з повітряних та космічних носіїв.
- 504-й підрозділ (івр. יחידה 504, йехіда́ хаме́ш мео́т ве-арба́) — відповідальний за збір інформації через агентурні мережі та інформаторів.
- Департамент інформаційної безпеки (івр. מחלקת ביטחון מידע, махле́кет бітхо́н мейда́, скорочено івр. מחב"ם махба́м).
- Військова цензура (івр. הצנזורה הצבאית).
- Відділ оперативного управління (івр. חטיבת ההפעלה המבצעית хатіва́т га-гафала́ га-мівцаїт).
- З'єднання з особливих операцій (івр. מערך המבצעים המיוחדים, маара́х га-мівцаїм га-меюхадім, скорочено івр. מ"מ мем-мем).
- Спецпідрозділ «Саєрет Маткал».
- Центр психологічних операцій (івр. המרכז למבצעי תודעה, га-мерка́з ле-мівцае́й тодаа́, скорочено івр. מל"ת мала́т).

У цього Управління є в підпорядкуванні підрозділи військової розвідки, що організаційно входять до складу відповідних підрозділів:

- Розвідувальне управління ВПС (івр. להק המודיעין, ла́гак га-модіїн, скорочено івр. למד"ן ламда́н);
- Розвідувальне управління ВМС (івр. מספן המודיעין, міспа́н га-модіїн, скорочено івр. מד"ן мада́н);
- Окружні підрозділи розвідки в Північному, Центральному та Південному військовому окрузі.

Сили військової розвідки (івр. חיל האיסוף הקרבי, хейль га-ісу́ф га-краві, у минулому івр. חיל מודיעין השדה, хейль модіїн га-саде́) знаходяться не у віданні Управління розвідки, а у веденні Командування сухопутних військ армії Ізраїлю.

## Керівники
| Керівники Управління військової розвідки Ізраїлю |               |               |                                  |
| №                                                | Початок       | Кінець        | Ім'я                             |
| 1                                                | 1948 рік      | 1949 рік      | полковник Ісер Бєєрі             |
| 2                                                | 1949 р.       | 1950 р.       | полковник Хаїм Херцог            |
| 3                                                | 1950 р.       | 1955 р.       | полковник Біньямін Джиблі        |
| 4                                                | 1955 р.       | 1959 р.       | генерал-майор Йєхошафат Харкабі  |
| 5                                                | 1959 р.       | 1962 р.       | генерал-майор Хаїм Херцог        |
| 6                                                | 1962 р.       | 1963 р.       | генерал-майор Меір Аміт          |
| 7                                                | 1964 р.       | 1972 р.       | генерал-майор Арон Ярів          |
| 8                                                | 1972 р.       | 1974 р.       | генерал-майор Елі Зейра          |
| 9                                                | 1974 р.       | 1978 р.       | генерал-майор Шломо Газіт        |
| 10                                               | 1979 р.       | 1983 р.       | генерал-майор Йехошуа Сагі       |
| 11                                               | 1983 р.       | 1985 р.       | генерал-майор Егуд Барак         |
| 12                                               | 1986 р.       | 1991 р.       | генерал-майор Амнон Липкін-Шахак |
| 13                                               | 1991 р.       | 1995 р.       | генерал-майор Урі Сагі           |
| 14                                               | 1995 р.       | 1998 р.       | генерал-майор Моше Яалон         |
| 15                                               | 1998 р.       | 2002 р.       | генерал-майор Амос Малка         |
| 16                                               | 2002 р.       | 2006 р.       | генерал-майор Арон Зеєві-Фаркаш  |
| 17                                               | 2006 р.       | 22.11.2010 р. | генерал-майор Амос Ядлін         |
| 18                                               | 22.11.2010 р. | 22.09.2014 р. | генерал-майор Авів Кохаві        |
| 19                                               | 22.9.2014 р.  | донині        | генерал-майор Герцль Ха-Леві     |